# Дан Ндоє
Дан Ндоє (фр. Dan Ndoye, нар. 25 жовтня 2000, Ньйон) — швейцарський футболіст сенегальського походження, нападник італійської «Болоньї» і національної збірної Швейцарії.

## Клубна кар'єра
Народився у Ньйоні в сім'ї швейцарки та сенегальця. Почав грати у футбол у своєму місцевому клубі «Ла-Кот Спортс», з якого потрапив до академії «Лозанни», де він пройшов усі юнацькі рівні
Дебютував у першій команді «Лозанни» 13 лютого 2019 року в грі Челлендж-ліги проти «Крієнса» (3:2) і швидко став основним гравцем. 27 січня 2020 року французький клуб Ліги 1 «Ніцца» підтвердив, що Ндоє підписав контракт з клубом, але залишиться в «Лозанні» в оренді до кінця сезону 2019/20. Загалом за рідний клуб Дан провів 45 матчів і забив 10 голів у другому швейцарському дивізіоні.
Ндоє зіграв свій перший матч за «Ніццу» в Лізі 1 23 серпня 2020 року у грі проти «Ланса» (2:1), вийшовши разом зі своїм співвітчизником Джорданом Лотомбою, який також проводив свій перший матч за клуб.
31 серпня 2021 року повернувся на батьківщину, приєднавшись на правах оренди до «Базеля», а на початку лютого наступного року базельський клуб викупив контракт нападника.
14 серпня 2023 року за 8 мільйонів євро перейшов до італійської «Болоньї».

## Виступи за збірні
Гравець юнацьких та молодіжних збірних Швейцарії. З молодіжною командою поїхав на молодіжний чемпіонат Європи 2021 року в Угорщині та Словенії, де в матчі проти Англії відзначився голом, який приніс його команді перемогу 1:0
У вересні 2022 року дебютував в іграх національної збірної Швейцарії, вийшовши на заміну у грі Ліги націй УЄФА проти іспанців.

## Статистика виступів

### Статистика клубних виступів
Станом на 14 серпня 2023
| Сезон               | Команда             | Чемпіонат           | Чемпіонат | Чемпіонат | Національний кубок | Національний кубок | Національний кубок | Континентальні кубки | Континентальні кубки | Континентальні кубки | Інші змагання | Інші змагання | Інші змагання | Усього | Усього | Усього |
| Сезон               | Команда             | Ліга                | Ігор      | Голів     | Ліга               | Ігор               | Голів              | Ліга                 | Ігор                 | Голів                | Ліга          | Ігор          | Голів         | Ігор   | Голів  |        |
| ------------------- | ------------------- | ------------------- | --------- | --------- | ------------------ | ------------------ | ------------------ | -------------------- | -------------------- | -------------------- | ------------- | ------------- | ------------- | ------ | ------ | ------ |
| 2018–19             | «Лозанна»           | ЧЛ                  | 15        | 6         | КШ                 | 0                  | 0                  |                      | -                    | -                    |               | -             | -             | 15     | 6      |        |
| 2019–20             | «Лозанна»           | ЧЛ                  | 30        | 5         | КШ                 | 4                  | 2                  |                      | -                    | -                    |               | -             | -             | 34     | 7      |        |
| Усього за «Лозанна» | Усього за «Лозанна» | Усього за «Лозанна» | 45        | 11        |                    | 4                  | 2                  |                      | -                    | -                    |               | -             | -             | 49     | 13     |        |
| 2020–21             | «Ніцца»             | Л1                  | 28        | 1         | КФ                 | 1                  | 0                  |                      | -                    | -                    |               | -             | -             | 29     | 1      |        |
| серп. 2021          | «Ніцца»             | Л1                  | 3         | 0         | КФ                 | 0                  | 0                  |                      | -                    | -                    |               | -             | -             | 3      | 0      |        |
| Усього за «Ніццу»   | Усього за «Ніццу»   | Усього за «Ніццу»   | 31        | 1         |                    | 1                  | 0                  |                      | -                    | -                    |               | -             | -             | 32     | 1      |        |
| 2021–22             | «Базель»            | СЛ                  | 29        | 2         | КШ                 | 2                  | 0                  | ЛК                   | 8                    | 2                    |               | -             | -             | 39     | 4      |        |
| 2022–23             | «Базель»            | СЛ                  | 29        | 3         | КШ                 | 3                  | 2                  | ЛК                   | 18                   | 1                    |               | -             | -             | 50     | 6      |        |
| Усього за «Базель»  | Усього за «Базель»  | Усього за «Базель»  | 58        | 5         |                    | 5                  | 2                  |                      | 26                   | 3                    |               | -             | -             | 89     | 10     |        |
| Усього за кар'єру   | Усього за кар'єру   | Усього за кар'єру   | 134       | 17        |                    | 10                 | 4                  |                      | 26                   | 3                    |               | -             | -             | 170    | 24     |        |

### Статистика виступів за збірну
Станом на 14 серпня 2023
| Дата      | Місто    | Господарі | Результат | Гості     | Турнір                               | Голи | Примітки |
| --------- | -------- | --------- | --------- | --------- | ------------------------------------ | ---- | -------- |
| 24-9-2022 | Сарагоса | Іспанія   | 1 – 2     | Швейцарія | Ліга націй УЄФА 2022-2023 - 1-й етап | -    | 68'      |
| Усього    |          | Матчів    | 1         |           | Голів                                | 0    |          |

| Дата       | Місто      | Господарі   | Результат | Гості       | Турнір                             | Голи | Примітки  |
| ---------- | ---------- | ----------- | --------- | ----------- | ---------------------------------- | ---- | --------- |
| 7-6-2019   | Аарау      | Швейцарія   | 1 – 2     | Словенія    | Товариський матч                   | -    | 72'       |
| 10-9-2019  | Вадуц      | Ліхтенштейн | 0 – 5     | Швейцарія   | Кваліфікація молодіжного Євро-2021 | 1    | 72'       |
| 11-10-2019 | Вінтертур  | Швейцарія   | 2 – 1     | Грузія      | Кваліфікація молодіжного Євро-2021 | -    | 84'       |
| 15-10-2019 | Сумгаїт    | Азербайджан | 0 – 1     | Швейцарія   | Кваліфікація молодіжного Євро-2021 | -    | 67'       |
| 19-11-2019 | Невшатель  | Швейцарія   | 3 – 1     | Франція     | Кваліфікація молодіжного Євро-2021 | -    | 76'       |
| 4-9-2020   | Шаффгаузен | Швейцарія   | 4 – 1     | Словаччина  | Кваліфікація молодіжного Євро-2021 | 1    | 70'       |
| 8-9-2020   | Нітра      | Словаччина  | 1 – 2     | Швейцарія   | Кваліфікація молодіжного Євро-2021 | 1    | 55' 90+2' |
| 9-10-2020  | Горі       | Грузія      | 0 – 3     | Швейцарія   | Кваліфікація молодіжного Євро-2021 | 1    | 78'       |
| 13-10-2020 | Біль       | Швейцарія   | 3 – 0     | Ліхтенштейн | Кваліфікація молодіжного Євро-2021 | -    | 77'       |
| 25-3-2021  | Копер      | Англія      | 0 – 1     | Швейцарія   | Молодіжне Євро-2021 - 1-й етап     | 1    | 79'       |
| 28-3-2021  | Копер      | Хорватія    | 3 – 2     | Швейцарія   | Молодіжне Євро-2021 - 1-й етап     | -    | 59'       |
| 31-3-2021  | Любляна    | Швейцарія   | 0 – 3     | Португалія  | Молодіжне Євро-2021 - 1-й етап     | -    | 74'       |
| 8-10-2021  | Вінтертур  | Швейцарія   | 2 – 2     | Нідерланди  | Кваліфікація молодіжного Євро-2023 | -    | 90+2'     |
| 12-10-2021 | Софія      | Болгарія    | 0 – 1     | Швейцарія   | Кваліфікація молодіжного Євро-2023 | -    | 2' 87'    |
| 12-11-2021 | Тун        | Швейцарія   | 3 – 0     | Молдова     | Кваліфікація молодіжного Євро-2023 | -    |           |
| 16-11-2021 | Ньюпорт    | Уельс       | 0 – 1     | Швейцарія   | Кваліфікація молодіжного Євро-2023 | -    | 55'       |
| 25-3-2022  | Тун        | Швейцарія   | 3 – 1     | Уельс       | Кваліфікація молодіжного Євро-2023 | 2    | 55'       |
| 29-3-2022  | Девентер   | Нідерланди  | 2 – 0     | Швейцарія   | Кваліфікація молодіжного Євро-2023 | -    |           |
| 4-6-2022   | Лугано     | Швейцарія   | 1 – 0     | Болгарія    | Кваліфікація молодіжного Євро-2023 | -    |           |
| 8-6-2022   | Кишинів    | Молдова     | 1 – 1     | Швейцарія   | Кваліфікація молодіжного Євро-2023 | -    | 81'       |
| Усього     |            | Матчів      | 20        |             | Голів                              | 7    |           |

## Титули і досягнення
- Володар Кубка Італії (1):

«Болонья»: 2024-25